# NGC 3305
NGC 3305 este o galaxie eliptică situată în constelația Hidra. A fost descoperită în 24 martie 1835 de către John Herschel. Se află la o distanță de 56,23 de megaparseci de Pământ.